# Groppo
Der Groppo ist ein kleiner rhyolitischer Schichtvulkan mit einer Caldera in Äthiopien. Er befindet sich im Westen der Afarregion und nordöstlich von Dese. Es wird vermutet, dass der Vulkan in den letzten 2000 Jahren aktiv war.